# جان أرميتاج
جين مارغريت أرميتاج هي أستاذه في التجارب السريرية وعلم الأوبئة في وحدة خدمة التجارب السريرية في جامعة أكسفورد . وهي تعمل على علم وبائيات أمراض القلب والأوعية الدموية وقادت تجارب عشوائيه على نطاق واسع.

## النشأة والتعليم
حصلت أرميتاج على شهادة الطب عام 1979.  عملت في طب الجهاز التنفسي وأمراض الشيخوخة والسكري . 

## الابحاث وحياتها العملية
في عام 1990 انضمت أرميتاج إلى وحدة خدمة التجارب السريرية .  عملت كمديره للتدريب والتطوير الوظيفي وقيادة وحدة أبحاث صحة السكان التابعة لمجلس البحوث الطبية .  تشتهر بعملها على سلامة العقاقير المخفضة للكوليسترول . 
قاد أرميتاج مجلس البحوث الطبية لعام 1999 ودراسة حماية القلب لمؤسسة القلب البريطانية، والتي شملت 20000 مشارك.  الدراسة هي الأكبر التي تبحث في استخدام العقاقير المخفضة للكوليسترول للوقاية من أمراض القلب والأوعية الدموية . كما كانت رائدة في دراسة فعالية التخفيضات الإضافية في دراسة الكوليسترول والهوموسيستين ودراسة حماية القلب علاج HDL لتقليل حدوث الأحداث الوعائية  وأوضحت أن العقاقير المخفضة للكوليسترول آمنة أيضًا للمرضى الذين يعانون من التهاب المفاصل الروماتويدي . 
كانت أرميتاج كبيره الباحثين في تجربة الأسبرين (ASCEND )، الذي درس أمراض القلب والأوعية الدموية لدى 15,480 مريضًا مصابًا بداء السكري .   كانت (ASCEND) أكبر دراسة على الإطلاق تم إجراؤها للتحقيق فيما إذا كان يجب استخدام الأسبرين للوقاية من( أمراض القلب والأوعية الدموية )في مرضى السكري. وجدت التجربة أنه بالرغم من ان الأسبرين من خطر الإصابة بأمراض القلب والأوعية الدموية بنسبة 12٪، الا وانه يزيد من خطر حدوث نزيف كبير.  بالإضافة إلى دراسة (ASCEND )، تم دعم Armitage بواسطة Alzheimer Research UK لدراسة تأثير( الأسبرين وزيت السمك )على الذاكرة والإدراك لدى مرضى السكري ومرض الزهايمر .  كما درسوا ما إذا كان الأسبرين يغير خطر الإصابة بالخرف ومرض الزهايمر . كما استقصت ما إذا كان زيت السمك ومكملات فيتامين د يقللان من أمراض القلب والأوعية الدموية لدى مرضى السكري، لكنها وجدت أنه ليس لها أي تأثير. 
وهي محررة لمجلة تصلب الشرايين . 

### الجوائز والتكريم
2019 منحت ضابطا من وسام الإمبراطورية البريطانية لخدمات البحوث الطبية 